# Bach Gesellschaft

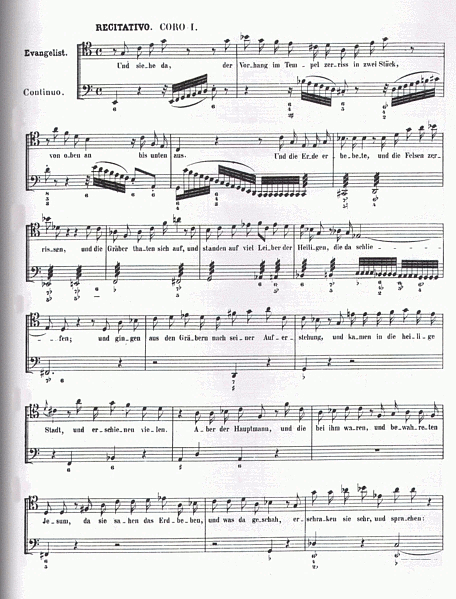
Pàgina de l'edició Bach-Gesellschaft de la "Passió segons Sant Mateu," BWV 244, publicada en 1856.

La Bach Gesellschaft va ser una societat fundada el 1850 amb l'objectiu de publicar les obres completes de Johann Sebastian Bach sense arranjaments editorials. Les obres recollides es coneixen com a Bach-Gesellschaft-Ausgabe. En finalitzar el projecte, la Societat es va dissoldre.

## Orígens
Els seus fundadors van ser Moritz Hauptmann, Kantor en el cor de l'Església Luterana de Sant Tomás en Leipzig (i per tant successor de Bach); Otto Jahn, autor d'una important biografia sobre Mozart; Carl Ferdinand Becker, professor en el Conservatori de Leipzig; i el compositor Robert Schumann.

## Història de la publicació
La societat Bach-Gesellschaft va començar a publicar les obres de Bach el 1851. El primer volum va començar amb la cantata Wie schön leuchtet der Morgenstern, BWV 1. La publicació es va completar, amb 46 volums, el 1900.
No obstant això, l'edició de L'art de la fuga per Wolfgang Graeser, publicada el 1926, de vegades és considerada com el "volum 47" i va ser editada com un suplement a la publicació de la Bach-Gesellschaft per l'editorial Breitkopf & Härtel, editors de la sèrie original.
Addicionalment, la part 1 del volum 45 inclou una versió revisada (Neue berichtige Ausgabe) de les Suites angleses, BWV 806-811 i les Suites franceses, BWV 812-817 que havien estat publicades anteriorment en el volum 13.

## La qualitat de l'edició
Els volums són diferents pel que fa a la qualitat de l'edició i a la fidelitat i exactitud amb la qual es transcriuen les partitures originals. L'investigador Hans T. David va criticar especialment la transcripció que conté el volum 31 de la partitura de l'Ofrena musical, BWV 1079 per les nombroses incorreccions; i l'Enciclopèdia Britànica, en la seva onzena edició, qualifica l'edició com "de mèrit molt desigual", lloant la part de l'edició que va ser responsabilitat de Wilhelm Rust, però destaca la deterioració dels estàndards d'edició posteriors a la seva mort, subratllant el volum en el qual "el baix i el violí estan un compàs a part durant una línia sencera" (aparentment es refereix a una edició descurada).
En les notes a la seva versió de les Variacions Goldberg, Ralph Kirkpatrick crida l'atenció sobre diversos "errors de l'edició de la Bach-Gesellschaft" que ha hagut de corregir, particularment referent a la presentació dels ornaments. Sobre això, cal tenir en compte que el volum 3, que conté les Variacions Goldberg, va ser un dels primers a ser editat, el 1853.
En qualsevol cas, l'edició de l'obra de Bach que va realitzar la Bach-Gesellschaft, va representar un extraordinari assoliment i va contribuir enormement a facilitar l'estudi i l'apreciació de la música de Bach. Han romàs com l'edició estàndard de l'obra completa de Bach fins a la publicació de l'edició de la Neue Bach-Ausgabe, que es va iniciar el 1954, publicada per l'editorial Bärenreiter.